# Potenzmenge

Die Potenzmenge von {x, y, z}, dargestellt als Hasse-Diagramm.

Als Potenzmenge bezeichnet man in der Mengenlehre die Menge aller Teilmengen einer gegebenen Grundmenge.
Man notiert die Potenzmenge einer Menge {\displaystyle X} meist als {\displaystyle {\mathcal {P}}(X)}. Das Wesen der Potenzmenge wurde schon von Ernst Zermelo untersucht. Der kompakte Begriff „Potenzmenge“ hingegen – der sich in dem Zusammenhang mit der arithmetischen Potenz anbietet – wurde auch von Gerhard Hessenberg in seinem Lehrbuch von 1906 noch nicht benutzt; er verwendet dafür die Wortverbindung „Menge der Teilmengen“.

## Definition
Die Potenzmenge {\displaystyle {\mathcal {P}}(X)} einer Menge {\displaystyle X} ist eine neue Menge, die aus allen Teilmengen {\displaystyle U} von {\displaystyle X} besteht. Die Potenzmenge ist also ein Mengensystem, das heißt, eine Menge, deren Elemente selbst Mengen sind. In Formelschreibweise lautet die Definition einer Potenzmenge
{\displaystyle {\mathcal {P}}(X):=\{U\mid U\subseteq X\}}.
Dabei ist zu beachten, dass auch die leere Menge {\displaystyle \emptyset } und die Menge {\displaystyle X} Teilmengen von {\displaystyle X} sind, also Elemente der Potenzmenge {\displaystyle {\mathcal {P}}(X)}. Andere gebräuchliche Notationen für die Potenzmenge sind {\displaystyle {\mathfrak {p}}(X),\ 2^{X},\ \mathrm {Pot} (X),\ \Pi (X),\ \wp (X)} und {\displaystyle {\mathfrak {P}}(X)}.

## Beispiele
- {\displaystyle {\mathcal {P}}(\emptyset )=\{\emptyset \}}
- {\displaystyle {\mathcal {P}}(\{a\})={\bigl \{}\emptyset ,\{a\}{\bigr \}}}
- {\displaystyle {\mathcal {P}}(\{a,b\})={\bigl \{}\emptyset ,\{a\},\{b\},\{a,b\}{\bigr \}}}
- {\displaystyle {\mathcal {P}}(\{a,b,c\})={\bigl \{}\emptyset ,\{a\},\{b\},\{c\},\{a,b\},\{a,c\},\{b,c\},\{a,b,c\}{\bigr \}}}
- {\displaystyle {\mathcal {P}}({\mathcal {P}}(\emptyset ))={\bigl \{}\emptyset ,\{\emptyset \}{\bigr \}}}
- {\displaystyle {\mathcal {P}}({\mathcal {P}}(\{a\}))={\bigl \{}\emptyset ,\{\emptyset \},\{\{a\}\},\{\emptyset ,\{a\}\}{\bigr \}}}

## Strukturen auf der Potenzmenge

### Partielle Ordnung
Die Inklusionsrelation {\displaystyle \subseteq } ist eine Halbordnung auf {\displaystyle {\mathcal {P}}(X)} (und keine Totalordnung, wenn {\displaystyle X} mindestens zwei Elemente hat). Das kleinste Element der Ordnung ist {\displaystyle \emptyset }, das größte Element ist {\displaystyle X}.

### Vollständiger Verband
Die Halbordnung {\displaystyle ({\mathcal {P}}(X),\subseteq )} ist ein vollständiger Verband. Dies bedeutet, dass es zu jeder Teilmenge von {\displaystyle {\mathcal {P}}(X)} ein Infimum und ein Supremum (in {\displaystyle {\mathcal {P}}(X)}) gibt. Konkret ist für eine Menge {\displaystyle T\subseteq {\mathcal {P}}(X)} das Infimum von {\displaystyle T} gleich dem Durchschnitt der Elemente von {\displaystyle T}, und das Supremum von {\displaystyle T} ist gleich der Vereinigung der Elemente von {\displaystyle T}, also
{\displaystyle \inf(T)=\bigcap _{M\in T}M\quad {\text{ und }}\quad \mathrm {sup} (T)=\bigcup _{M\in T}M.}
Das größte und das kleinste Element erhält man als Infimum bzw. Supremum der leeren Menge, also
{\displaystyle \inf(\emptyset )=X\quad {\text{ und }}\quad \sup(\emptyset )=\emptyset .}

### Boolescher Verband
Zieht man noch die Komplementabbildung {\displaystyle {}^{\mathrm {c} }:{\mathcal {P}}(X)\rightarrow {\mathcal {P}}(X)} heran, ist {\displaystyle ({\mathcal {P}}(X),\cap ,\cup ,^{\mathrm {c} },\emptyset ,X)} ein boolescher Verband, also ein distributiver und komplementärer Verband.

### Kommutativer Ring
Jeder boolesche Verband induziert eindeutig eine kommutative Ringstruktur, den sogenannten booleschen Ring. Hier auf {\displaystyle {\mathcal {P}}(X)} ist die Ringaddition gegeben durch die symmetrische Differenz von Mengen, die Ringmultiplikation ist der Durchschnitt. Die leere Menge ist neutral für die Addition und {\displaystyle X} ist neutral für die Multiplikation.

## Charakteristische Funktionen
Jeder Teilmenge {\displaystyle T\subseteq X} kann man die charakteristische Funktion {\displaystyle \chi _{T}\colon X\to \{0,1\}} zuordnen, wobei gilt
{\displaystyle \chi _{T}(x):={\begin{cases}1,&x\in T\\0,&x\not \in T\end{cases}}}
Diese Zuordnung ist eine Bijektion zwischen {\displaystyle {\mathcal {P}}(X)} und {\displaystyle \{0,1\}^{X}} (wobei die Notation {\displaystyle B^{A}} für die Menge aller Funktionen von {\displaystyle A} nach {\displaystyle B} benutzt wird). Dies motiviert für {\displaystyle {\mathcal {P}}(X)} auch die Schreibweise {\displaystyle 2^{X}}, denn in von Neumanns Modell der natürlichen Zahlen ist {\displaystyle 2=\{0,1\}} (allgemein: {\displaystyle n=\{0,...,n-1\}}).
Die Korrespondenz {\displaystyle {\mathcal {P}}(X)\cong \{0,1\}^{X}} ist zunächst eine reine Bijektion, lässt sich aber leicht als Isomorphismus bezüglich jeder der oben betrachteten Strukturen auf der Potenzmenge nachweisen.

## Die Größe der Potenzmenge (Kardinalität)
{\displaystyle |M|} bezeichnet die Mächtigkeit einer Menge {\displaystyle M}.
- Für endliche Mengen {\displaystyle X} gilt: {\displaystyle |{\mathcal {P}}(X)|=2^{|X|}}.
- Stets gilt der Satz von Cantor: {\displaystyle |X|<|{\mathcal {P}}(X)|}.

Der Übergang zur Potenzmenge liefert also immer eine größere Mächtigkeit. Analog zu endlichen Mengen schreibt man auch {\displaystyle 2^{|X|}} für die Mächtigkeit {\displaystyle |{\mathcal {P}}(X)|=\left|2^{X}\right|} der Potenzmenge einer unendlichen Menge {\displaystyle X}. Die verallgemeinerte Kontinuumshypothese (GCH) besagt für unendliche Mengen {\displaystyle X}, dass {\displaystyle |{\mathcal {P}}(X)|} die nach {\displaystyle |X|} nächstgrößere Mächtigkeit ist: {\displaystyle \mathrm {GCH} \implies (|X|<|Y|\implies |{\mathcal {P}}(X)|\leq |Y|).}

## Beschränkung auf kleinere Teilmengen
Mit {\displaystyle {\mathcal {P}}_{\kappa }(X)=\{U\subseteq X:|U|<\kappa \}} wird von manchen Autoren die Menge derjenigen Teilmengen von {\displaystyle X} bezeichnet, die weniger als {\displaystyle \kappa } Elemente enthalten. Beispielsweise wäre dann {\displaystyle {\mathcal {P}}_{3}(\{a,b,c\})=\{\emptyset ,\{a\},\{b\},\{c\},\{a,b\},\{a,c\},\{b,c\}\}}: Die Menge {\displaystyle \{a,b,c\}} selbst fehlt, da sie nicht weniger als {\displaystyle 3} Elemente hat.  Andere Autoren verstehen unter {\displaystyle {\mathcal {P}}_{\kappa }(X)} jedoch auch die Menge der Teilmengen von {\displaystyle X}, die genau die Mächtigkeit {\displaystyle \kappa } haben.  In diesem Fall wäre {\displaystyle {\mathcal {P}}_{3}(\{a,b,c\})=\{\{a,b,c\}\}}.  Für letztere Variante ist auch die Schreibweise {\displaystyle {\binom {X}{\kappa }}} gebräuchlich.

## Potenzklasse
Der Begriff der Potenzmenge lässt sich auf Klassen erweitern, wobei zu beachten ist, dass echte Klassen nicht auf der linken Seite der Enthaltenseins-Relation {\displaystyle \in } stehen können. Die Potenz (Potenzklasse) einer Klasse K ist gegeben durch die Klasse aller Mengen, deren Elemente alle in K enthalten sind. Die Elemente der Potenzklasse von K sind also die Teilmengen von K. Die Potenz einer echten Klasse K ist wieder eine echte Klasse, denn sie enthält die Einermengen {x} zu allen  Elementen x von K. Sie enthält immer die Leermenge ∅, aber nicht die echte Klasse K selbst.
Ist {\displaystyle {\mathcal {U}}} die Allklasse, gilt mit diesen Begrifflichkeiten ganz offenbar {\displaystyle {\mathcal {P}}({\mathcal {U}})\subseteq {\mathcal {U}}}, und das Prinzip der Epsilon-Induktion lässt sich kompakt darstellen als die Forderung, dass {\displaystyle {\mathcal {U}}} die einzige Klasse mit dieser Eigenschaft ist: Ist {\displaystyle A} eine beliebige Klasse, gilt
{\displaystyle {\mathcal {P}}(A)\subseteq A\implies {\mathcal {U}}\subseteq A}.

## Sonstiges
- Die Existenz der Potenzmenge zu jeder Menge wird in der Zermelo-Fraenkel-Mengenlehre als eigenes Axiom gefordert, nämlich durch das Potenzmengenaxiom.
- Ein Mengensystem wie beispielsweise eine Topologie oder eine σ-Algebra über einer Grundmenge {\displaystyle X} ist eine Teilmenge der Potenzmenge {\displaystyle {\mathcal {P}}(X)}, also ein Element von {\displaystyle {\mathcal {P}}({\mathcal {P}}(X))}.